# Monocentris
Monocentris es un género de peces de la familia Monocentridae, del orden Beryciformes. Este género marino fue descrito científicamente en 1801 por Marcus Elieser Bloch y Johann Gottlob Schneider.

## Especies
Especies reconocidas del género:
- Monocentris japonica (Houttuyn, 1782)
- Monocentris neozelanicus (Powell, 1938)
- Monocentris reedi (L. P. Schultz, 1956)

## Galería

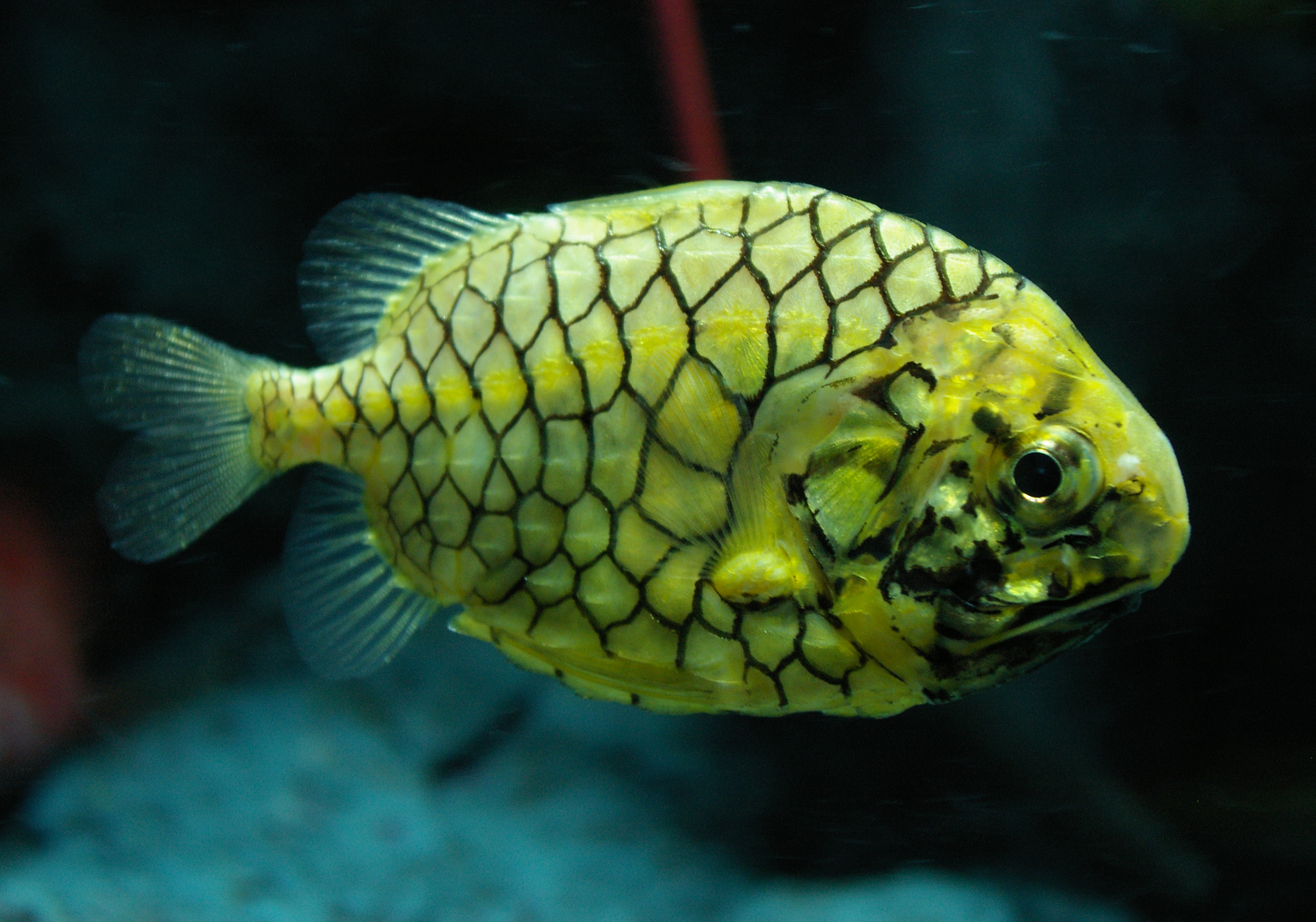
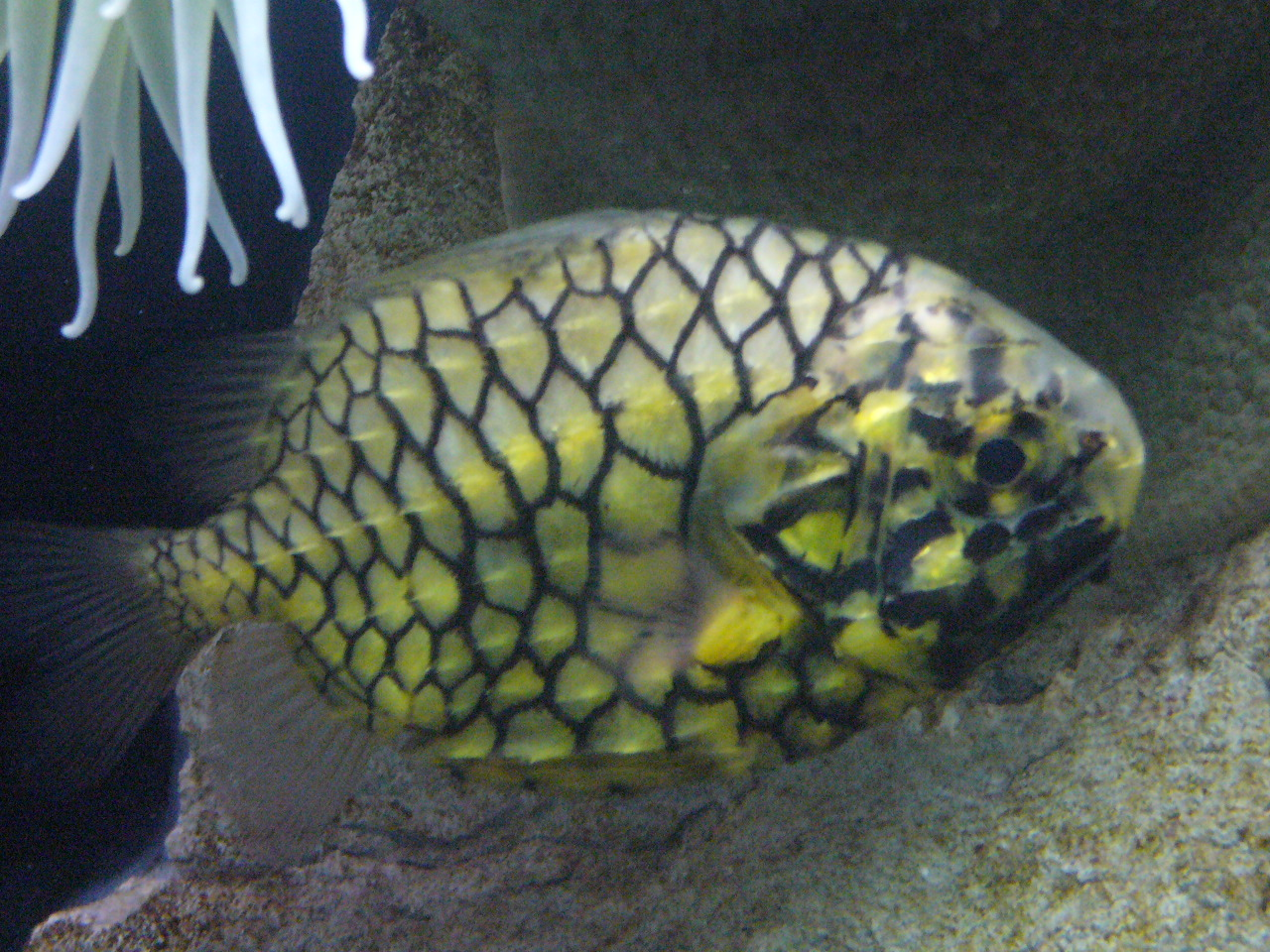
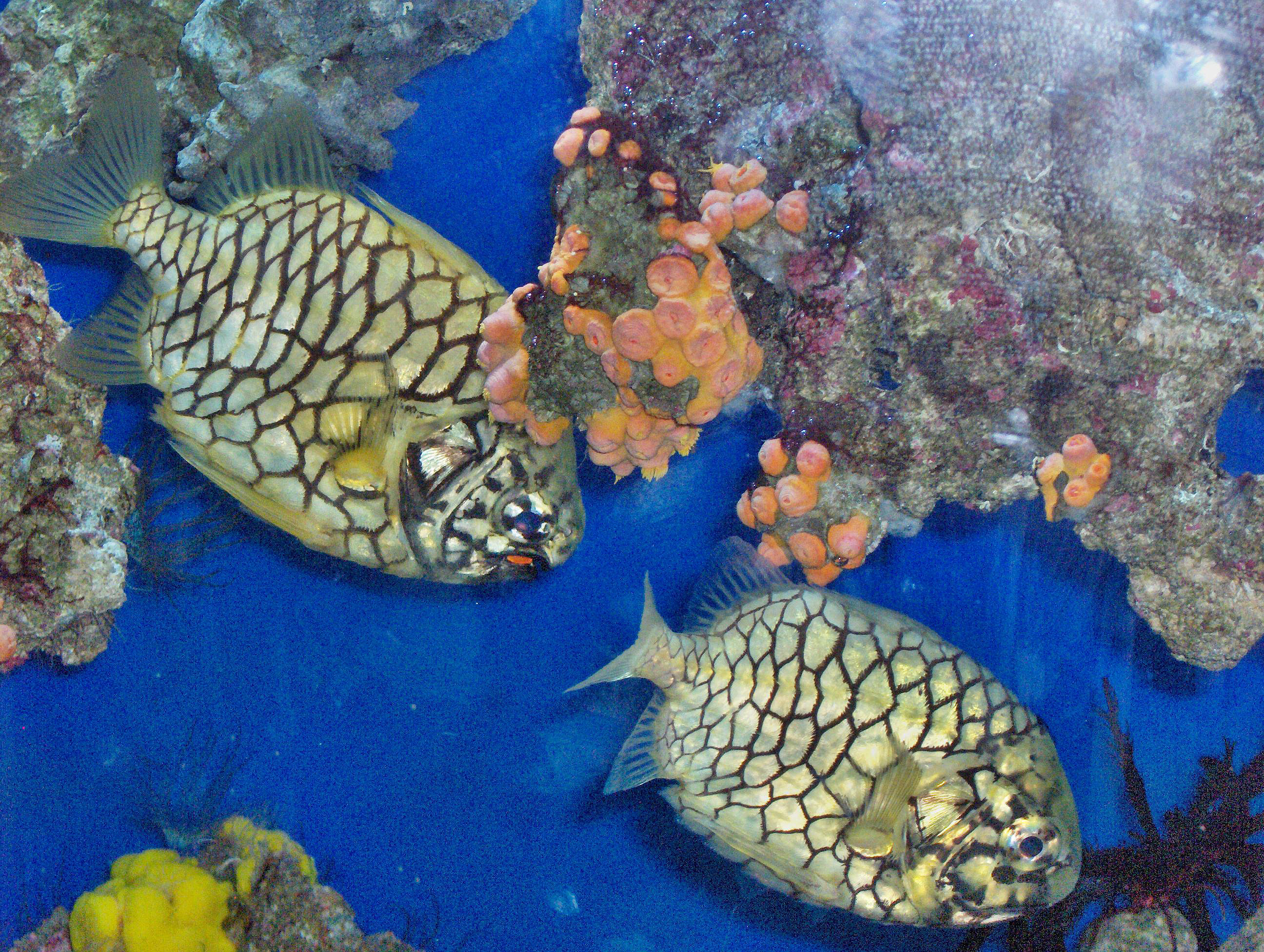
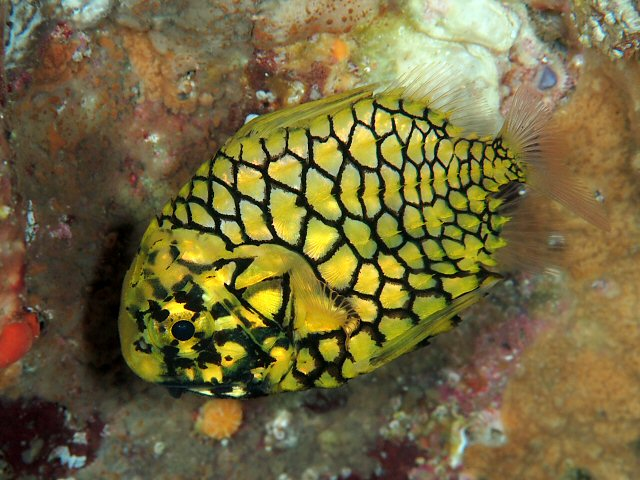